# 17041 Castagna
17041 Castagna (1999 FB30) là một tiểu hành tinh vành đai chính được phát hiện ngày 19 tháng 3 năm 1999 bởi nhóm nghiên cứu tiểu hành tinh gần Trái Đất phòng thí nghiệm Lincoln ở Socorro.
The asteroid được đặt tên sau tên Pedro Turibeo Castagna, người nhận giải thưởng khoa học công nghệ và kỹ thuật tốt cho kỹ thuật của mình